# Municipio de Cortland
El municipio de Cortland (en inglés: Cortland Township) es un municipio ubicado en el condado de DeKalb en el estado estadounidense de Illinois. En el año 2010 tenía una población de 10968 habitantes y una densidad poblacional de 119,98 personas por km².

## Geografía
El municipio de Cortland se encuentra ubicado en las coordenadas 41°56′7″N 88°39′42″O / 41.93528, -88.66167. Según la Oficina del Censo de los Estados Unidos, el municipio tiene una superficie total de 91.42 km², de la cual 90.87 km² corresponden a tierra firme y (0.6%) 0.55 km² es agua.

## Demografía
Según el censo de 2010, había 10968 personas residiendo en el municipio de Cortland. La densidad de población era de 119,98 hab./km². De los 10968 habitantes, el municipio de Cortland estaba compuesto por el 90.46% blancos, el 3.25% eran afroamericanos, el 0.32% eran amerindios, el 1.38% eran asiáticos, el 0.04% eran isleños del Pacífico, el 2.6% eran de otras razas y el 1.95% pertenecían a dos o más razas. Del total de la población el 8.89% eran hispanos o latinos de cualquier raza.